# Оберишин, Илья Степанович
Илья Степанович Оберишин  (укр. Ілля (Ілько) Степанович Оберишин, прозвища: «Стецко», «Кобзарь», «Охрим», «Р-5»; 1921 — 11 ноября 2007) — украинский антисоветский партизан, воин Украинской повстанческой армии, который провёл в подполье 40 лет.

## Биография
Родился в 1921 году на Ивано-Франковщине. В 17 лет стал членом «Юношества», молодёжной структуры ОУН, где ему была поручена антитабачная и антиалкогольная агитация. С приходом Красной армии в 1939 году поступил на физико-математическое отделение Львовского университета. После того как начались массовые аресты среди студентов, бросил учёбу и пошёл преподавать.
В 1941 году стал членом Организации украинских националистов, его прозвище — «Стецко», в честь одного из лидеров организации, Ярослава Стецко. В 1941 году опять поехал учиться, но теперь поступил во Львовский медицинский институт. ОУН поручила ему доставать медикаменты для подполья. В начале апреля 1944 года ушёл в подполье ОУН. Вскоре его перевели к вспомогательной структуре УПА «Украинский Красный Крест». После соответствующей выучки его назначили областным проводником УЧХ. На начало 1947 года медицинская служба была расформирована. В 1947 году стал членом референтуры Службы безопасности (СБ) при Тернопольском областном проводе ОУН. С сентября 1947 года — проводник ОУН и СБ в Збаражском районе Тернопольской области.
В 1951 году потерял связь с руководством и действовал самостоятельно. Был на нелегальном положении сорок лет, не имея никакого советского документа. Легализовался только 3 декабря 1991 года. Жил в Тернополе. Занимал должность председателя областного филиала организации «Мемориал». Умер 11 ноября 2007 года.

## Награды
- Орден За заслуги III степени (2007)[1]